# Доспат (річка)
Доспат — річка в Болгарії і Греції. Довжина 97 км, площа басейну 633 км². Витоки річки знаходяться в Родопських горах на висоті понад 1 600 м. У верхів'ях це гірська річка з швидкою течією, далі тече по рівнішій місцевості. В основному річка протікає по болгарській території, але впадає в річку Места на території грецького нома Драма в Грецькій Македонії. Практично все русло річки знаходиться в області Чеч.
На річці побудована гребля, що утворила однойменне водосховище.